# Michonne

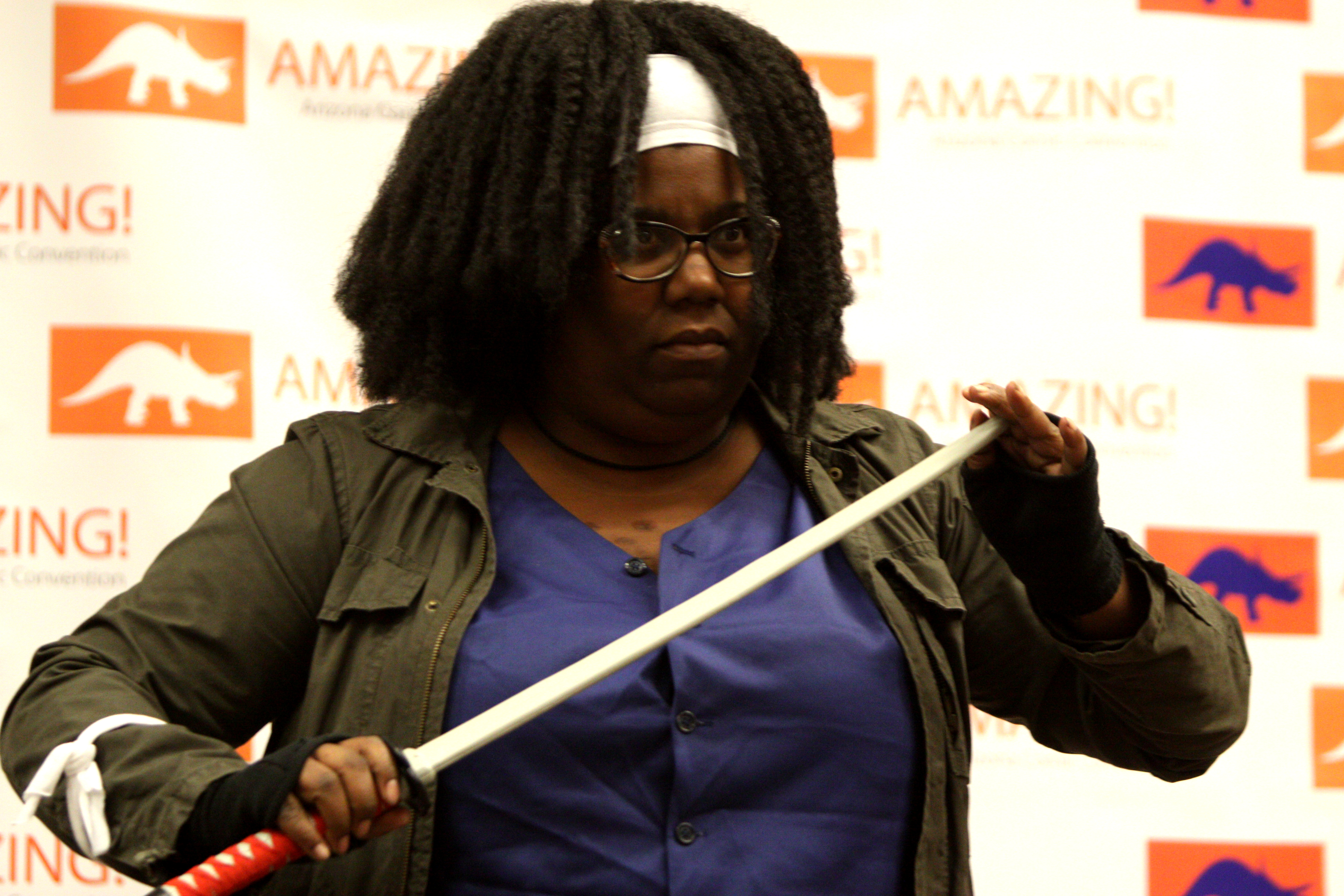
En cosplayer klädd som Michonne.

Michonne (eller  Michonne Hawthorne som hon visar sig heta i den tecknade serien) är en fiktiv karaktär från den tecknade serien The Walking Dead. Karaktären framträder också i TV-serien med samma namn, där hon spelas av Danai Gurira. Hon är beväpnad med en katana och har ett mystiskt förflutet. När Michonne introduceras är hon klädd i en huva och drar bojorna i två zombies, eller vandrare som de kallas i serien, med sig för skydd och kamouflage. De två vandrarna avslöjas senare vara hennes zombifierade pojkvän och hans bästa vän. I både den tecknade serien och TV-serien har hon en framträdande roll i konflikten mellan fängelsegruppen och staden Woodbury, som leds av Guvernören (eller Philip Blake som han heter).  
Karaktärens riktning skiljer sig åt i de två medierna (men i både TV-serien och i seriealbumen introduceras Michonne som en outsider som snabbt visar sig vara en värdefull tillgång). I seriealbumen är Michonne en frånskild tidigare advokat med två försvunna döttrar. Hon har ett tillfälligt förhållande med Tyreese medan han redan är i ett förhållande med Carol. Hennes konflikt med Guvernören är mycket mer våldsam i seriealbumen, där han utsätter henne sexuella övergrepp innan hon stympar honom som hämnd. Michonnes mentala tillstånd försämras efter många förluster, vilket leder henne närmare Rick Grimes som delar liknande trauma. 
Michonnes bakgrundshistoria förändras något i TV-serien, där hon har en treårig son vid namnet André Anthony, medan hennes pojkvän och väns öde förblir desamma. 
Karaktären har fått beröm från kritiker och anses ofta som en favorit bland fansen. Michonne röstades till nummer 86 på IGN:s Topp 100 Comic Book Heroes och Guriras rolltolkning har blivit väl mottagen.

## Utveckling
Första gången man möter Michonne i TV-serien, i säsongsfinalen av säsong 2, var det bara en cameo och hon spelades av en stand-in.